# Carex kuchunensis
Carex kuchunensis är en halvgräsart som beskrevs av Tang, Fa Tsuan Wang och S.Y.Liang. Carex kuchunensis ingår i släktet starrar, och familjen halvgräs. Inga underarter finns listade i Catalogue of Life.